# 1949年議会法
1949年議会法（1949ねんぎかいほう、英語: Parliament Act 1949）は、イギリスの法律。議会法の1つであり、1911年議会法を改正し、貴族院による金銭法案以外の法案を引き延ばす権限を制限した。労働党政府による政府提出法案が貴族院によって阻止される恐れがあったため、法改正に踏み切った。貴族院はこれに強く抵抗したものの、1911年議会法第2条第1項の規定をもとに、貴族院の可決を得ないまま成立に至った。
短縮タイトルの「1949年議会法」（第2条1項）のほか、1911年議会法と合同する形で「1911年及び1949年議会法」（第2条2項）という短縮タイトルも与えられている。

## 背景

### 1911年議会法
1911年議会法は庶民院と貴族院の関係を改革し、貴族院による金銭法案への否決権を取り上げた。
金銭法案以外の一般法案については最大で2年引き延ばすことができ、これは前回の総選挙から数えて4年目か5年目に提出された法案を次の総選挙以降まで引き延ばせることを意味する。このことは、法案の成立を実質的に阻止できる可能性を意味する。「2年引き延ばす」の2年は具体的には第1会期の庶民院における第二読会から国王裁可までの時間が最大で2年となることを指す。

### アトリー内閣の計画
首相クレメント・アトリー率いる労働党政府は基幹産業の国有化計画を推進する政府法案を提出した。しかしながら、この法案は貴族院において強い反対が予想されたため、議会期中の提出法案可決を確実なものとするべく、貴族院が一般法案を引き延ばす期間を短縮する法案を併せて提出した。この議会法案は1947年から翌年にかけて審議に付されたが、貴族院は最終的に177対81の反対多数で否決している。
そこで、労働党政府は1911年議会法に謳う「会期」とは貴族院による引き延ばしを認める回数の単位を指すのであって、その具体的な期間は定まっていないとして、極めて短期間の会期となった1948年度議会を招集した。すなわち、1948年度議会は同年9月14日の国王演説を経たのち、同月23日に貴族院が議会法案を204対34の圧倒的多数で再び否決すると、10月25日に閉会した。
そのため、アトリー内閣は1911年議会法適用要件を満たしたものとして同法第2条第1項に基づき、貴族院の同意は得られないまま法案は成立、国王裁可に至った。

## 1949年議会法の内容
1949年議会法は1911年議会法を改正し、一般法案を引き延ばせる期限を2年から1年に短縮した（第1条）。第2条1項で短縮タイトルの「1949年議会法」を定め、第2条2項で1911年議会法と合同する形で「1911年及び1949年議会法」という短縮タイトルを定めた。

## 有効性に関する裁判
2005年のR(ジャクソン)対法務長官（[2005] UKHL 56, [2005] 4 All ER 1253）の裁判において、「1949年議会法の通過に1911年議会法の条項が使用されたため、1949年議会法は無効である」という主張がなされた。
すなわち、1949年議会法が一次立法（primary legislation）ではなく、1911年議会法で立法権が庶民院に委任されたことによる委任立法であるという主張であり、この主張が正しい場合、立法を委任された庶民院はその権限をもって自身に権限を付与することができず、貴族院の許可を得なければならない。そして、1949年議会法の通過に1911年議会法の条項が使用されたため、権限付与に必要である貴族院の許可は与えられなかったとした。判決では1911年議会法の主な内容が庶民院への権限付与ではなく、貴族院による立法への影響力の制限であるため、1949年議会法は有効であるとした。また、判決文では直接言及しなかったが、この判決は議会法を利用して貴族院を廃止することが可能であるという判断でもあった。